# São Pedro (Manteigas)
São Pedro ist eine Gemeinde (Freguesia) im portugiesischen Kreis Manteigas. In ihr leben 1174 Einwohner (Stand 19. April 2021).